# Masasteron utae
Masasteron utae là một loài nhện trong họ Zodariidae.
Loài này thuộc chi Masasteron. Masasteron utae được Barbara C. Baehr miêu tả năm 2004.